# Sociologie et sociétés
Sociologie et sociétés est une revue scientifique de sociologie générale, ouverte à l’interdisciplinarité publiée par les Presses de l'Université de Montréal.

## Objectifs et contenu
La revue a été fondée en 1969 au Département de sociologie de l’Université de Montréal. Depuis sa création, la revue n’a jamais dérogé aux objectifs de son fondateur, Jacques Dofny : d’une part, la diffusion des connaissances produites par les sociologues québécois et canadiens de langue française et, d’autre part, la rencontre et la confrontation entre cette production et la recherche réalisée au Canada anglais et à l’étranger. Au fil du temps, il s’est forgé en son sein une tradition caractérisée tant par la rigueur scientifique et l’ouverture sur le plan théorique et méthodologique que par une sensibilité renouvelée aux débats de société. 
Sociologie et sociétés paraît deux fois par année. Les numéros, thématiques, explorent et analysent des thèmes reflétant l’évolution des sociétés contemporaines. Ils visent à contribuer aux débats qui animent la sociologie comme discipline spécialisée, mais aussi les sciences sociales et humaines. En général, la revue propose en alternance des thèmes théoriques ou méthodologiques et des thèmes axés sur la présentation et l’analyse d’objets empiriques ou de problèmes sociaux. La direction ou la codirection de numéros est confiée à des chercheurs québécois et étrangers de renommée internationale. Au fil des années, des chercheurs de tous horizons ont ainsi fait de la revue un des moyens privilégiés de diffusion de leurs travaux.
Depuis la parution du volume 45 n°2, automne 2013, on y retrouve aussi une section « Feuilleton » publiant des feuilletons sociologiques dans la tradition de Siegfried Kracauer.

## Indexation
La revue est indexée dans les répertoires suivants : Bibliographie internationale de sociologie, Documentation politique internationale, FRANCIS, Geographical Abstracts : Human Geography et Geobase, IBR, IBZ, PAIS, Persée, Repère, Science et culture, SocIndex et Sociological Abstracts. Elle est également indexée sur Google Scholar et est accessible en ligne par l'intermédiaire d’Érudit, le portail québécois des revues savantes.

## Direction
- Directeur : Stéphane Moulin
- Coordonnatrice à l'édition : Naomi Bovi
- Comité éditorial : Stéphane Moulin, Barbara Thériault, Valérie Amiraux, Cécile van de Velde, Raul Amin Perez Vargas, Nancy Côté et Étienne Guertin-Tardif.